# 明見町 (岡崎市)
明見町（みょうけんちょう）は愛知県岡崎市額田地区の町名。丁番を持たない単独町名であり、8つの小字が設置されている。

## 地理
岡崎市東部に位置する。男川が町域中央部を蛇行しながら西流している。住宅地は河川に沿って形成されており、その他は森林になっている。

### 河川
- 男川

### 字
- 字大切（おおぎり）
- 字鹿伏（かぶし）
- 字黒谷（くろや）
- 字田代（たしろ）
- 字入道倉（にゅうどうぐら）
- 字坊田（ぼうだ）
- 字松畑（まつばた）
- 字妙慶（みょうけい）

## 世帯数と人口
2019年（令和元年）5月1日現在の世帯数と人口は以下の通りである。
| 町丁   | 世帯数 | 人口  |
| ------ | ------ | ----- |
| 明見町 | 57世帯 | 139人 |

### 人口の変遷
国勢調査による人口の推移
| 2010年（平成22年） | 139人 | [ 6 ] |  |
| 2015年（平成27年） | 132人 | [ 7 ] |  |

## 小・中学校の学区
市立小・中学校に通う場合、学区は以下の通りとなる。
| 番・番地等 | 小学校             | 中学校             |
| ---------- | ------------------ | ------------------ |
| 全域       | 岡崎市立宮崎小学校 | 岡崎市立額田中学校 |

## 歴史

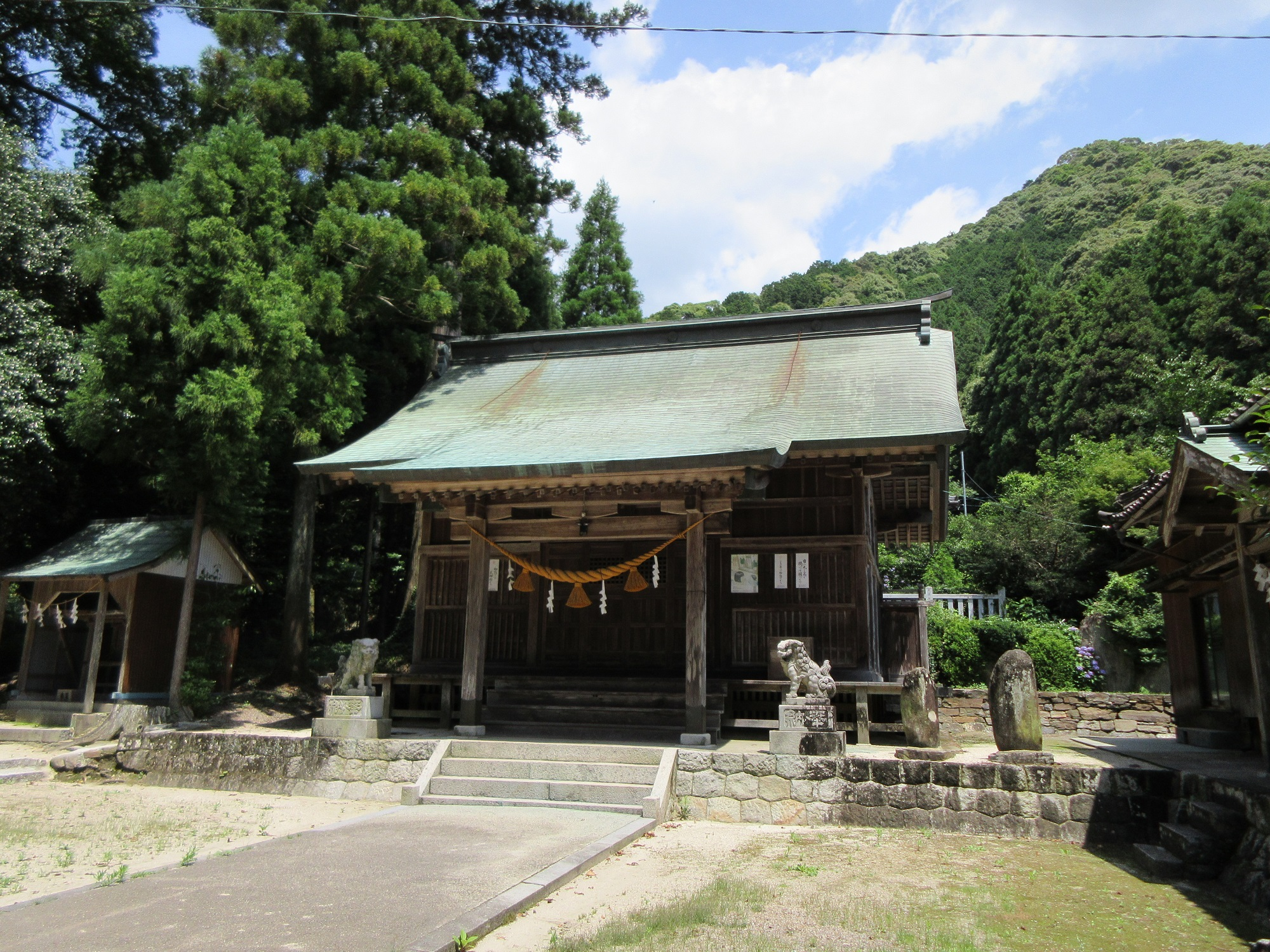
宮崎神社

額田郡明見村を前身とする。

### 沿革
- 2006年（平成18年）1月1日 - 岡崎市へ編入し、同市明見町となる[1]。

### 史跡
- 黒谷城
- 少林寺前遺跡

## 交通
- 愛知県道37号岡崎作手清岳線（宮崎街道）

## 施設
- 岡崎森林組合
- 宮崎神社
- 傳正院
- 少林寺

## その他

### 日本郵便
- 郵便番号 : 444-3612[4]（集配局：額田郵便局[9]）。

## 参考資料
- 「角川日本地名大辞典」編纂委員会 編『角川日本地名大辞典 23 愛知県』角川書店、1989年3月8日。ISBN 4-04-001230-5。
- 有限会社平凡社地方資料センター 編『日本歴史地名体系第23巻 愛知県の地名』平凡社、1981年。ISBN 4-582-49023-9。